# لاسینا ترائوره (بازیکن فوتبال، زاده ۱۹۹۰)
لاسینا ترائوره (فرانسوی: Lacina Traoré‎؛ زادهٔ ۲۰ اوت ۱۹۹۰) بازیکن فوتبال اهل ساحل عاج است.
از باشگاه‌هایی که در آن بازی کرده است می‌توان به سی‌اف‌آر کلوژر، کوبان کراسنودار، آنژی مخاچ‌قلعه، موناکو، اورتون، زسکا مسکو، اسپورتینگ خیخون، آمیان و اویپشت اشاره کرد.
وی همچنین در تیم ملی فوتبال ساحل عاج بازی کرده است.
ترائوره به دلیل قد ۲۰۳ سانتی‌متری، توسط هواداران «درخت بزرگ» لقب گرفته است. او به عنوان یکی از قد بلندترین بازیکنان فوتبال شناخته می‌شود.